# Calbe (Saale)
Calbe (Saale) is een gemeente in de Duitse deelstaat Saksen-Anhalt, gelegen in de Landkreis Salzlandkreis. De stad telt 8.299 inwoners.

## Indeling gemeente
De volgende Ortsteile maken deel uit van de gemeente:

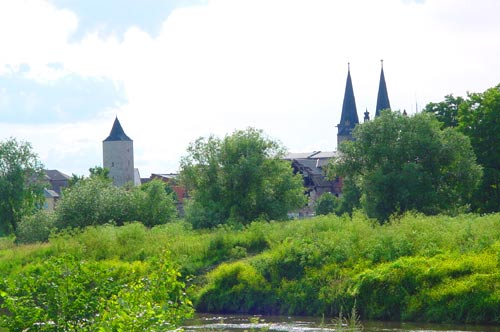

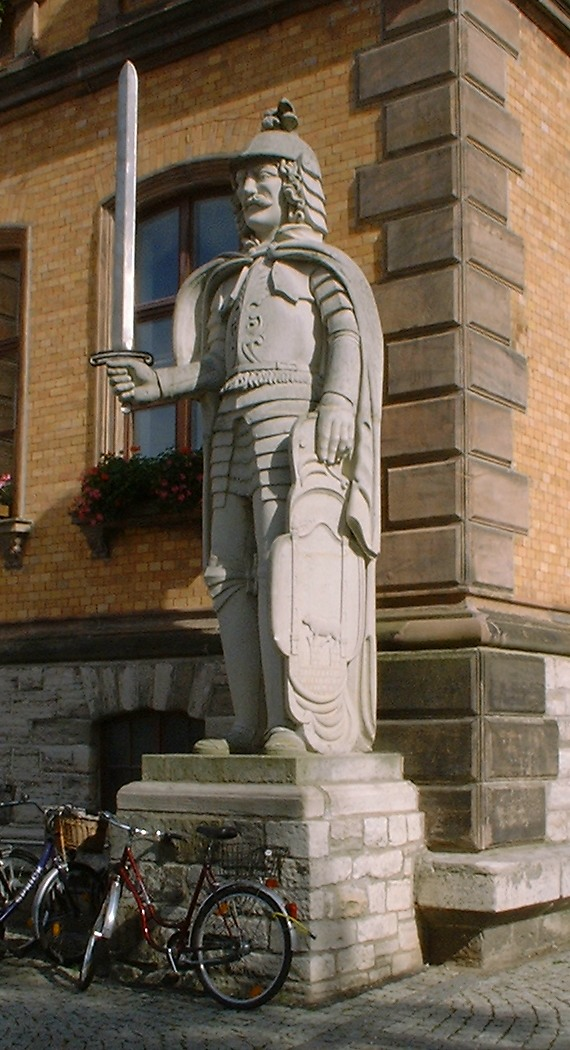
Roland

- Damaschkeplan
- Gottesgnaden
- Schwarz
- Tippelskirchen
- Trabitz

Alsleben (Saale) ·
Aschersleben ·
Barby ·
Bernburg (Saale) ·
Bördeaue ·
Börde-Hakel ·
Bördeland ·
Borne ·
Calbe (Saale) ·
Egeln ·
Giersleben ·
Güsten ·
Hecklingen ·
Ilberstedt ·
Könnern ·
Nienburg (Saale) ·
Plötzkau ·
Schönebeck ·
Seeland ·
Staßfurt ·
Wolmirsleben